# Lijst van bisschoppen en aartsbisschoppen van Krakau

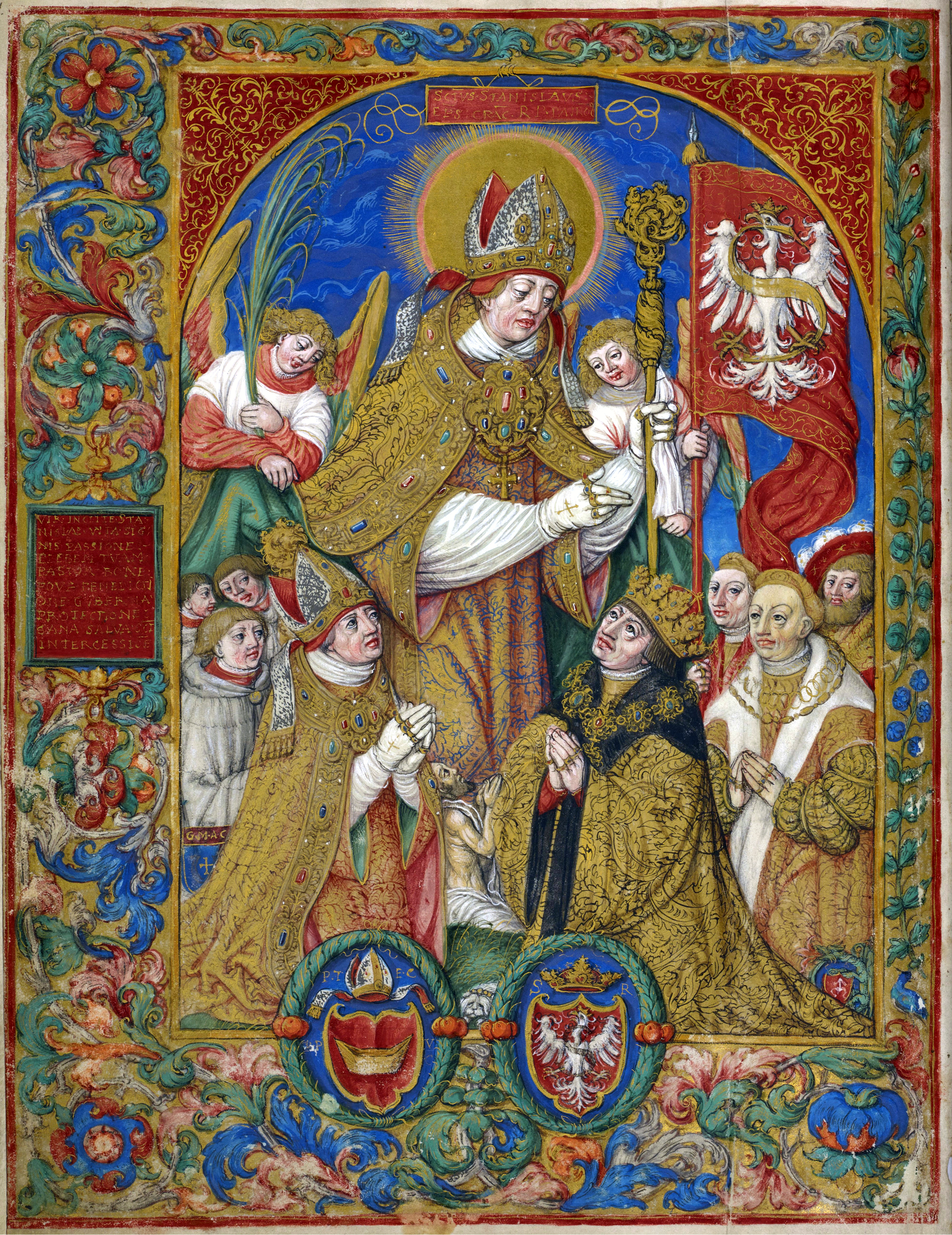
Stanislaus Szczepanowski

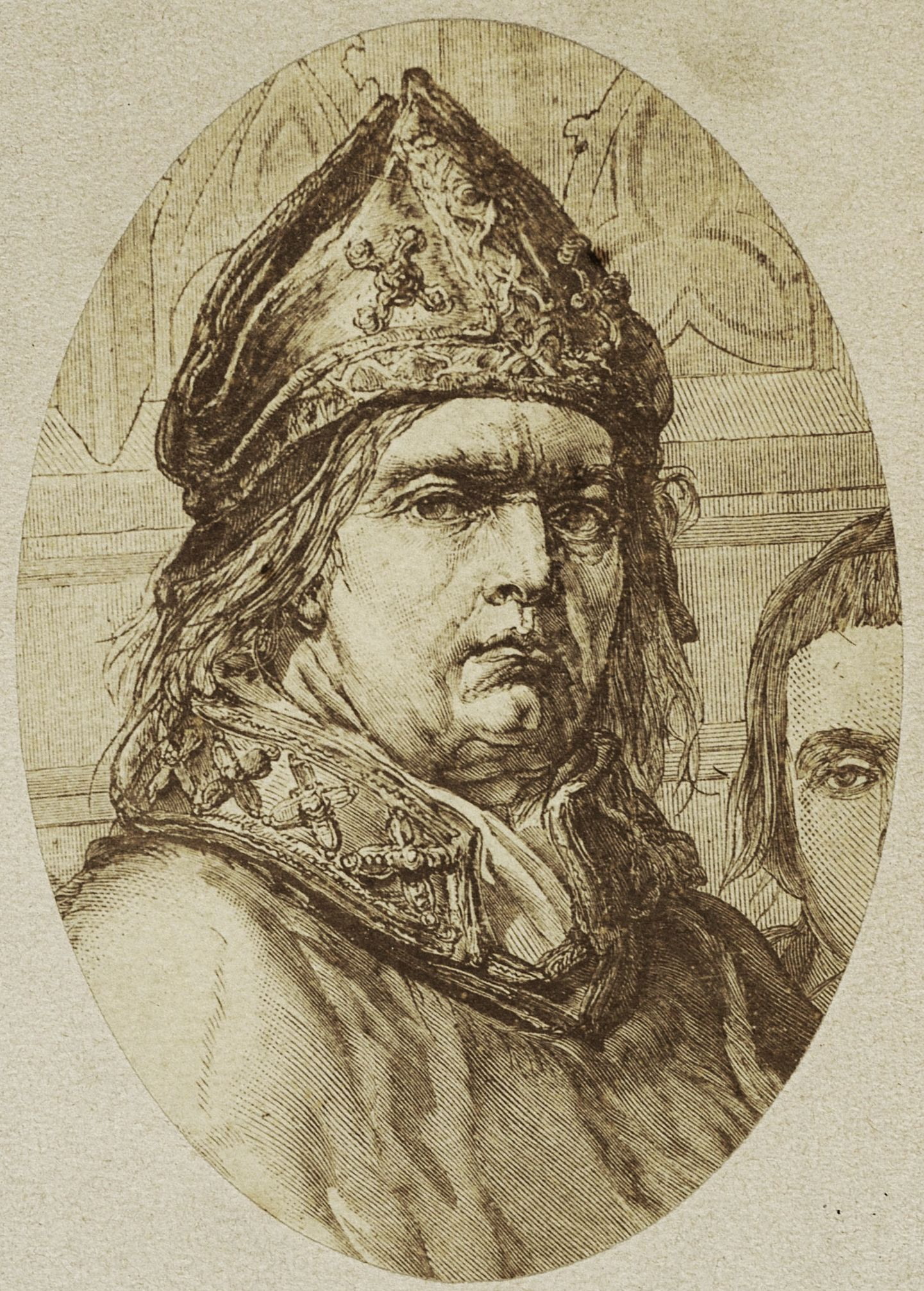
Kardinaal Oleśnicki

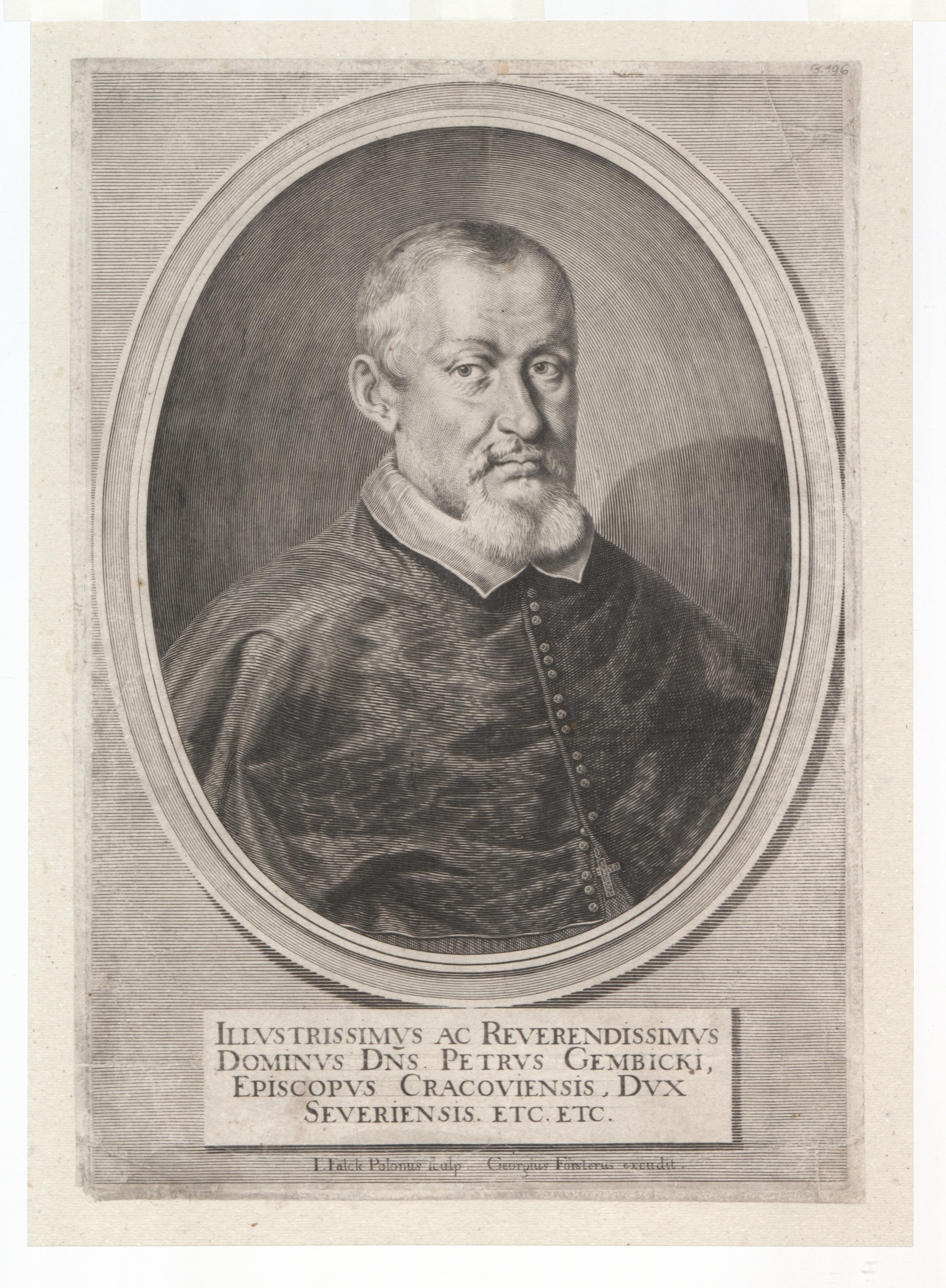
Piotr Gembicki

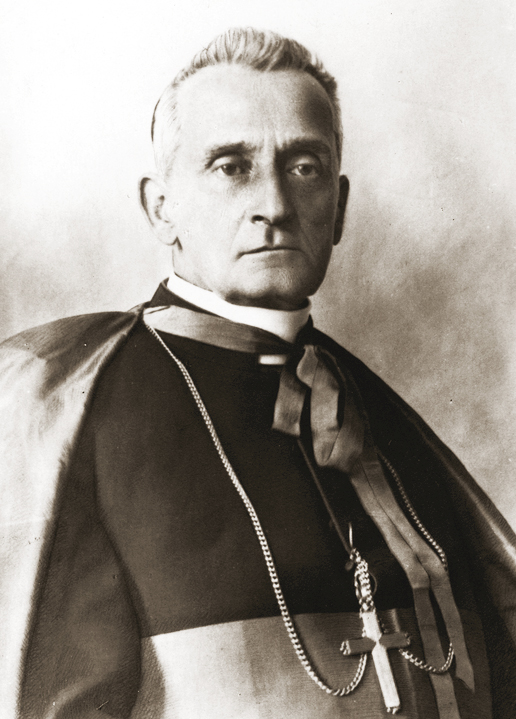
Kardinaal Sapieha

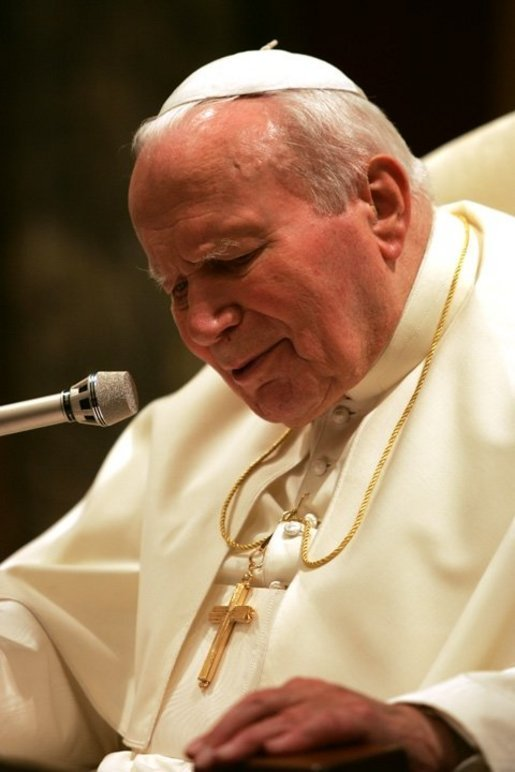
Karol Wojtyła

Dit is een lijst van bisschoppen en aartsbisschoppen van Krakau.

## Missionaris-bisschoppen van Krakau
- 968-971: Prohorius
- 985- ca.1000: Proculfus

## Bisschoppen van Krakau
- ca. 1000–ca.1008: Poppon van Krakau
- 1009–ca.1018: Gompon van Krakau
- 1019–1030: Lambert I van Krakau
- ca.1032–ca.1046: Rachelin van Krakau
- ca.1046–1059: Aaron van Krakau
- 1061-1071: Lambert II Suła van Krakau
- 1072-1079: Stanislaus Szczepanowski
- ca.1082-ca.1100: Lambert III van Krakau
- 1101-ca.1103: Baldwin van Krakau
- ca.1103-ca.1109: Baldwin van Krakau
- 1110-1118: Maurus van Krakau
- 1118-ca.1141: Radost Gaudentius
- ca.1141-1143: Robert II van Krakau
- ca.1143-ca.1165: Mateusz Cholewa van Krakau
- ca.1166-ca.1185: Gedko van Krakau
- ca.1185-1207: Fulko van Krakau
- 1208-1218: Vincentius Kadłubek
- 1218-1229: Iwo Odrowąż
- 1229-1242: Wisław Zabawa
- 1242-1266: Jan Prandota
- 1266-1292: Paweł van Przemyków
- 1292-1294: Prokop van Krakau
- 1294-1320: Jan Muskata
- 1320-1326: Nankier Kołda
- 1326-1347: Jan Grot
- 1347-1348: Piotr van Falków
- 1348-1366: Jan Bodzęta
- 1367-1380: Florian Mokrski
- 1380-1382: Zawisza Kurozwęcki
- 1382-1392: Jan Radlica
- 1392-1412: Piotr Wysz
- 1412-1423: Wojciech I van Jastrzębiec
- 1423-1455: Zbigniew Oleśnicki
- 1455-1460: Tomasz Strzępiński
- 1461-1463: Jakub van Sienno
- 1463-1464: Jan Gruszczyński
- 1464-1471: Jan Lutkowic van Brzezia
- 1471-1488: Jan VI Rzeszowski
- 1488-1503: Frederik Jagiellon
- 1503-1524: Jan Konarski
- 1524-1535: Piotr Tomicki
- 1536-1537: Jan Latalski
- 1537-1538: Jan Chojeński
- 1538-1545: Piotr Gamrat
- 1546-1550: Samuel Maciejowski
- 1551-1560: Andrzej Zebrzydowski
- 1560-1572: Filip Padniewski
- 1572-1577: Franciszek Krasiński
- 1577-1591: Piotr Myszkowski
- 1581-1600: Jerzy Radziwiłł
- 1600-1605: Bernard Maciejowski
- 1607-1616: Piotr Tylicki
- 1616-1630: Marcin II Szyszkowski
- 1630-1631: Andrzej Lipski
- 1632-1633: Jan Albert Wasa
- 1635-1642: Jakub Zadzik
- 1642-1657: Piotr Gembicki
- 1658-1679: Andrzej Trzebicki
- 1681-1699: Jan Małachowski
- 1700: Stanisław Dąbski
- 1701-1702: Jerzy Denhoff
- 1710-1719: Kazimierz Łubieński
- 1720-1732: Felicjan Szeniawski
- 1732-1746: Jan Aleksander Lipski
- 1746-1758: Andrzej Stanisław Kostka Załuski
- 1759-1788: Kajetan Sołtyk
- 1790-1800: Feliks Turski
- 1805-1813: Andrzej Gawroński
- 1815-1829: Jan Paweł Woronicz
- 1830-1851: Karol Skórkowski
- 1879-1894: Albin Dunajewski
- 1895-1911: Jan Puzyna de Kosielsko
- 1911-1925: Adam Stefan Sapieha

## Aartsbisschoppen van Krakau
- 1049-1059: Aaron van Krakau
- 1925-1951: Adam Stefan Sapieha
- 1951-1962: Eugeniusz Baziak
- 1964-1978: Karol Wojtyła
- 1978-2005: Franciszek Macharski
- 2005-2016: Stanisław Dziwisz
- 2016-heden: Marek Jędraszewski